# 銘源醫療
銘源醫療發展有限公司，簡稱銘源醫療發展，以及銘源醫療（英語：Mingyuan Medicare Development Company Limited，港交所除牌前：233），在2000年，於上海（總部）成立「上海數康生物科技有限公司」，董事長為姚原。
該業務在中國內地經營開發和推廣生物醫療檢測產品及提供醫療服務。該股份在2002年9月4日於港交所主板上市，也就是透過星島集團有限公司換取上市，而前身為「上海銘源控股有限公司」。
2020年1月23日除牌。

## 連結
- mymedicare.com.hk （页面存档备份，存于）